# Deadweight
«Deadweight» —en español: «Peso muerto»— es una canción incluida en la banda sonora de la película A Life Less Ordinary correspondiente al músico estadounidense Beck. Fue lanzada como sencillo el 27 de octubre de 1997 a través de la discográfica Geffen. Fue nominada a Mejor Canción de una Película en los MTV Movie Awards de 1998. La canción fue incluida posteriormente en una edición especial en 2008 del álbum Odelay, así como también una versión alternativa de la canción "Jack-Ass", titulada "Strange Invitation" y una versión en español titulada "Burro". El video musical fue dirigido por Michel Gondry. Entrelaza imágenes de A Life Less Ordinary con imágenes de Beck, viviendo en un mundo paradójico.

## Grabación y estructura
Beck grabó "Deadweight" con The Dust Brothers entre los álbumes Odelay y Mutations. Fue lanzado en la banda sonora de A Life Less Ordinary a finales de 1997. En contraste con la melodía boyante, animada, Beck agrega letras de mala suerte, al estilo de Gram Parsons, sobre el juego, Las Vegas, y la soledad. Beck ha mencionado que esta canción era una parte de su "trilogía brasileña". Sin embargo, a partir de 2001, sólo ha completado dos partes, "Deadweight" y "Tropicalia". A diferencia de "Tropicalia", que es una canción de bossa nova, "Deadweight" contiene una influencia más funky. Como Beck dijo en el periódico USA Today, "estoy tratando de llegar a un lugar en donde esta fusión de estilos sea tan fluida y natural que no se observe los distintos estilos, una conciencia musical donde no hay ideas preconcebidas". Una versión editada sin la coda de ruidos también se editó como sencillo.
Beck grabó la mayor parte de la canción por sí mismo, tocando el bajo, teclados, caja de ritmos y todas las guitarras; Aunque es muy probablemente que el scratching haya sido hecho por uno de los Dust Brothers, que estaban contribuyendo con Beck en aquel tiempo. Las restantes dos pistas, "Erase the Sun" y "SA-5", proporcionan enlaces directos a Mutations con fragmentos líricos que terminan casi palabra por palabra en futuras canciones.

## Lista de canciones
1. «Deadweight» (editado)
2. «Erase the Sun» (sin ser lanzada con anterioridad)
3. «SA-5» (sin ser lanzada con anterioridad)

## Posicionamiento en listas
| Lista (1997-98)                     | Mejor posición |
| ----------------------------------- | -------------- |
| Australia (ARIA Charts)             | 73             |
| Estados Unidos (Modern Rock Tracks) | 16             |
| Reino Unido (UK Singles Chart)      | 23             |
| Suecia (Sverigetopplistan)          | 60             |